# 齿蛭
齿蛭（学名：Odontobdella blanchardi）为沙蛭科齿蛭属的动物，俗名勃氏齿蛭。分布于日本、台湾岛以及中国大陆的河北、江苏、浙江、福建、湖北、江西、贵州、四川等地，生活习性为陆生。其多栖息于池边或田埂的潮湿土壤中。该物种的模式产地在日本。